# Him Lam
Him Lam là một phường thuộc thành phố Điện Biên Phủ, tỉnh Điện Biên, Việt Nam.

## Địa lý
Phường Him Lam có vị trí địa lý:
- Phía đông và phía bắc giáp xã Thanh Minh
- Phía tây giáp huyện Điện Biên và phường Thanh Trường
- Phía nam giáp các phường Noong Bua, Tân Thanh, Thanh Bình.

Phường Him Lam có diện tích 6,13 km², dân số năm 2022 là 11.156 người, mật độ dân số đạt 1.819 người/km².

## Hành chính
Phường Him Lam được chia thành 17 tổ dân phố và 3 bản: Him Lam 1, Him Lam 2, Huổi Phạ.

## Lịch sử
Ngày 30 tháng 10 năm 1993, Chính phủ ban hành Nghị định số 78/1993/NĐ-CP về việc thành lập phường Him Lam trên cơ sở một phần diện tích và dân số của thị trấn Điện Biên.
Ngày 26 tháng 8 năm 2019, HĐND tỉnh Điện Biên ban hành Nghị quyết số 124/NQ-HĐND về việc:
- Sáp nhập TDP 4 vào TDP 3.
- Sáp nhập TDP 13 vào TDP 8.
- Sáp nhập TDP 10 vào TDP 9.
- Sáp nhập TDP 12 vào TDP 11.
- Sáp nhập TDP 22 vào TDP 21.
- Sáp nhập TDP 7 vào bản Him Lam 1.